# Viburnum macrocephalum
Viburnum macrocephalum är en desmeknoppsväxtart som beskrevs av en:Robert Fortune. Viburnum macrocephalum ingår i släktet olvonsläktet, och familjen desmeknoppsväxter. Utöver nominatformen finns också underarten V. m. keteleeri.

## Bildgalleri

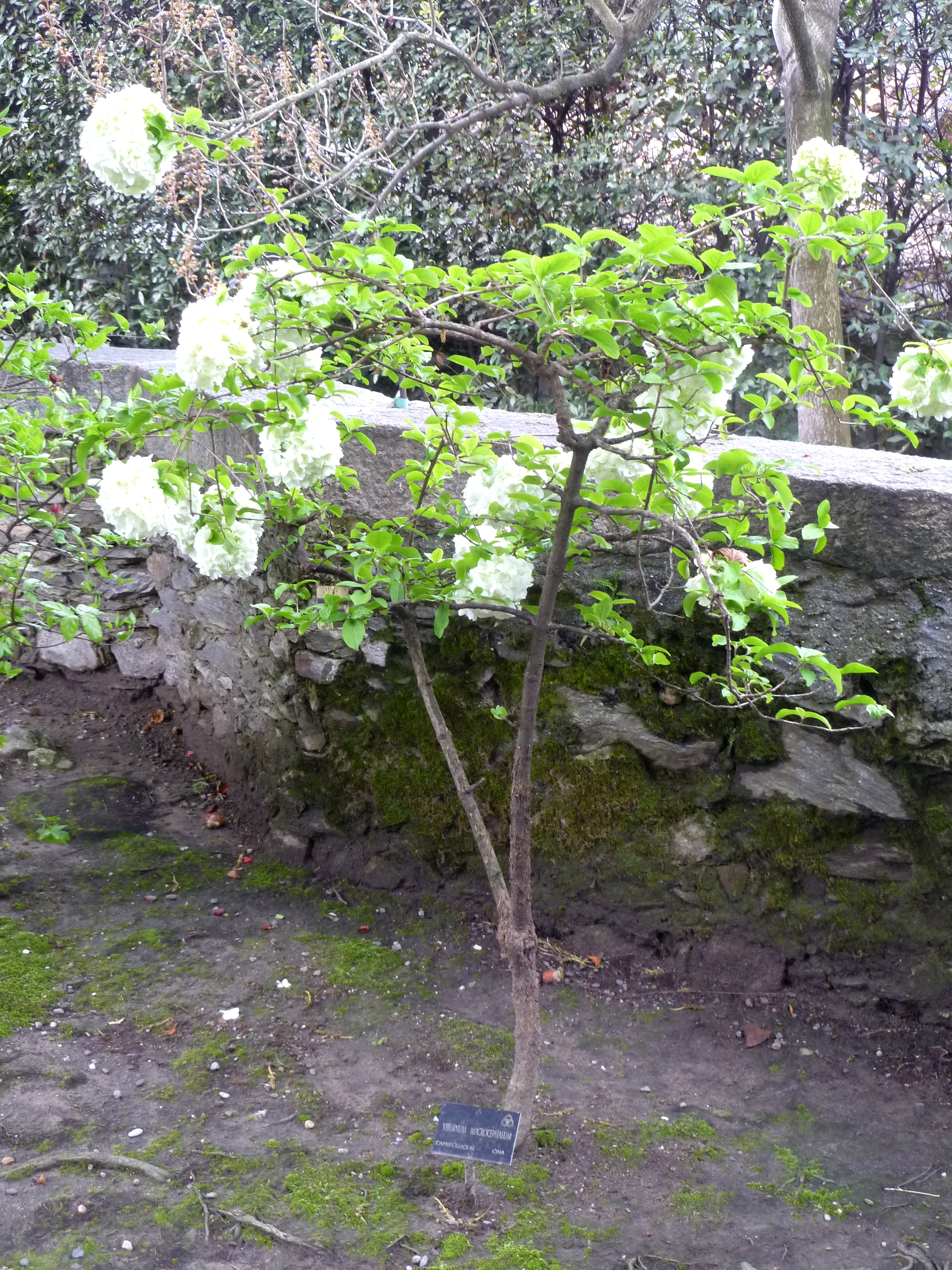
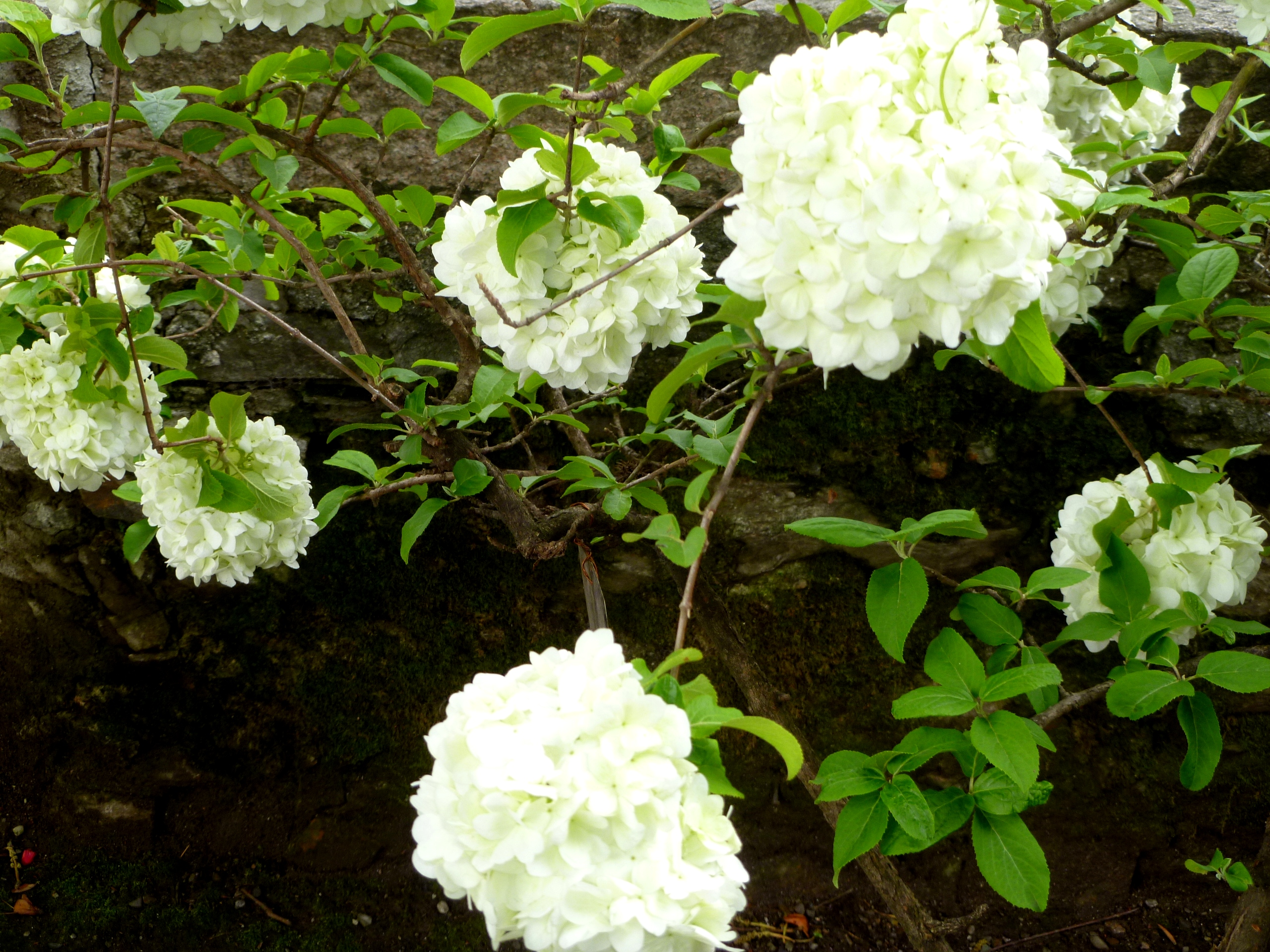
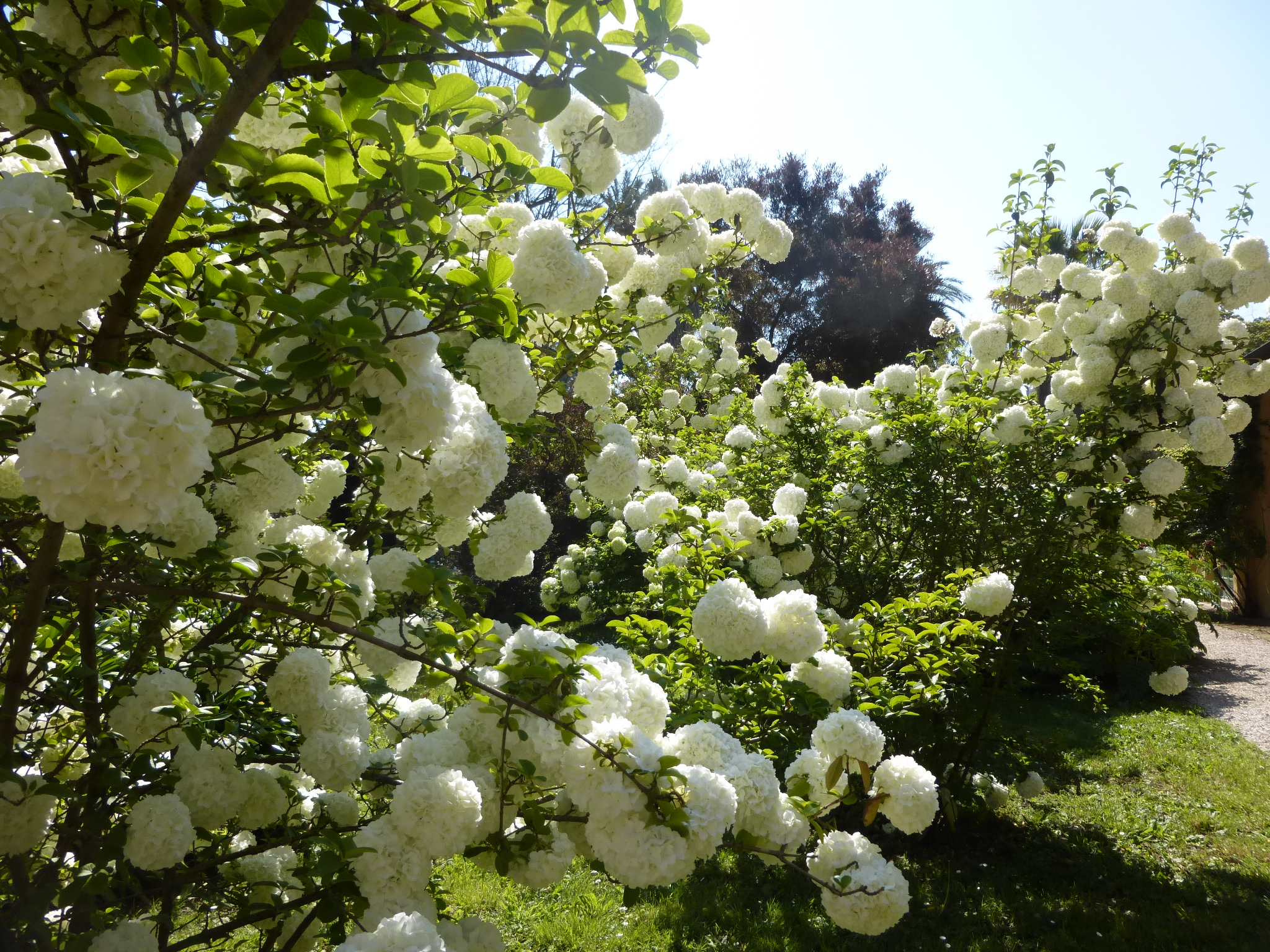
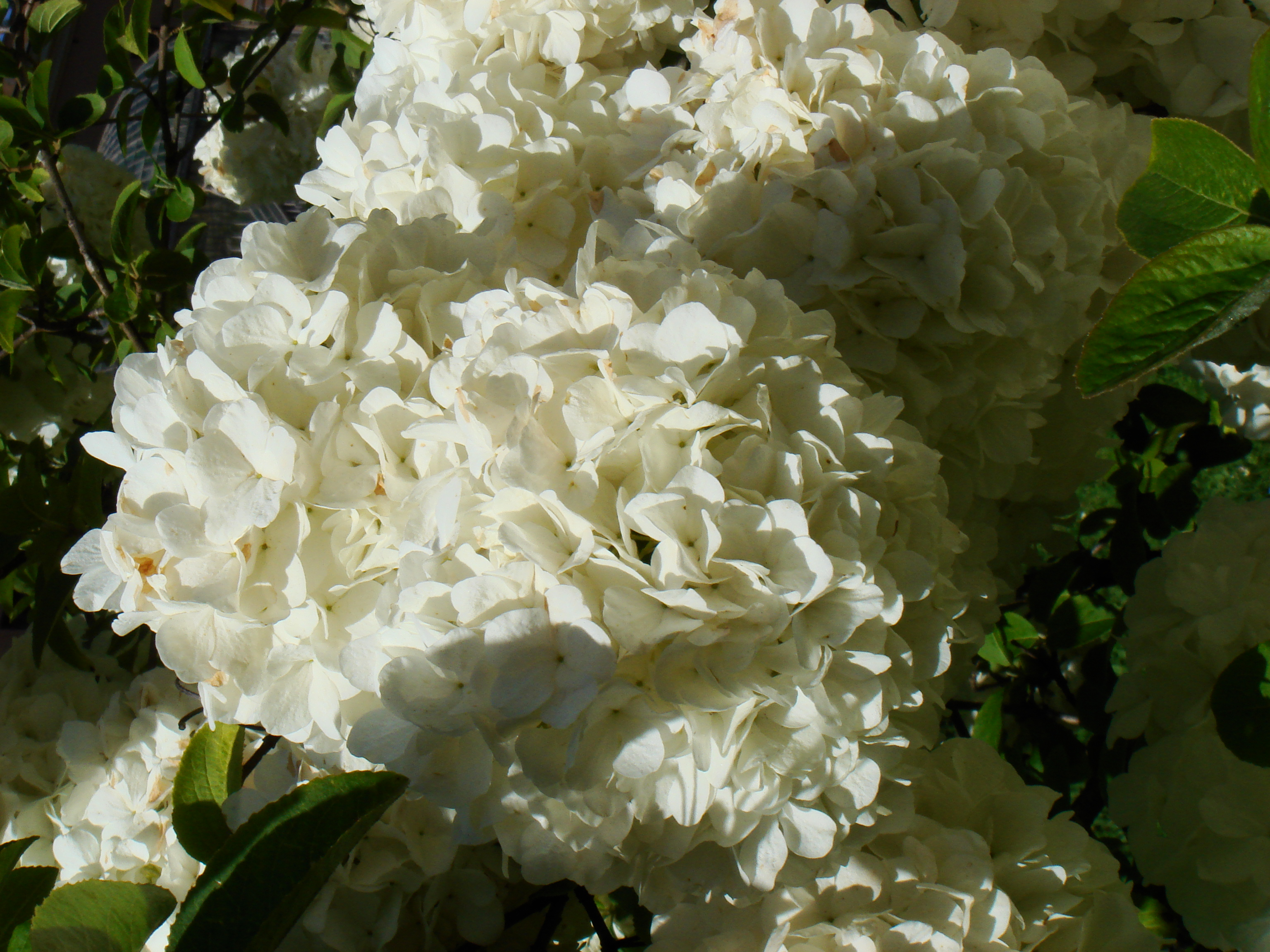
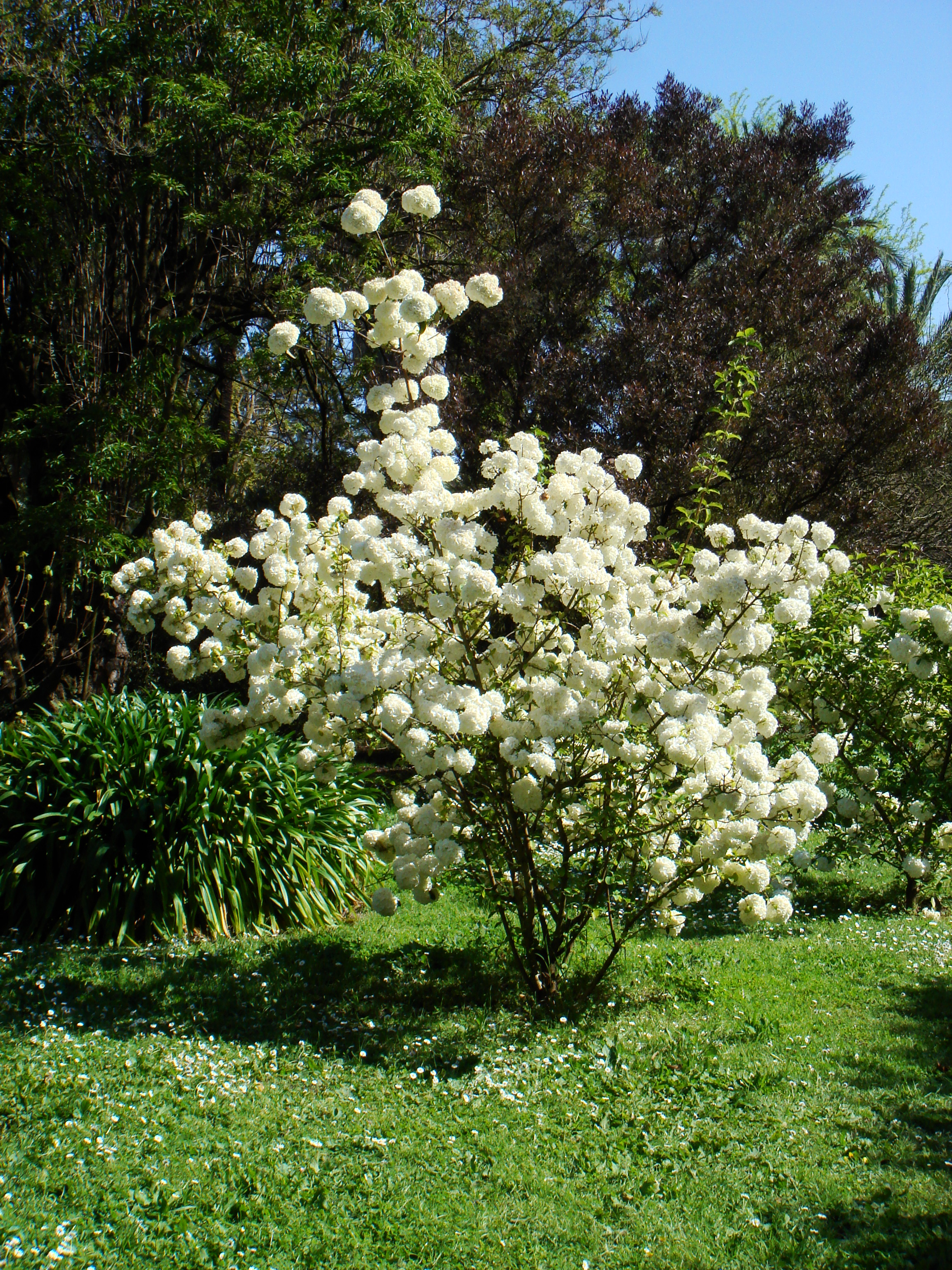
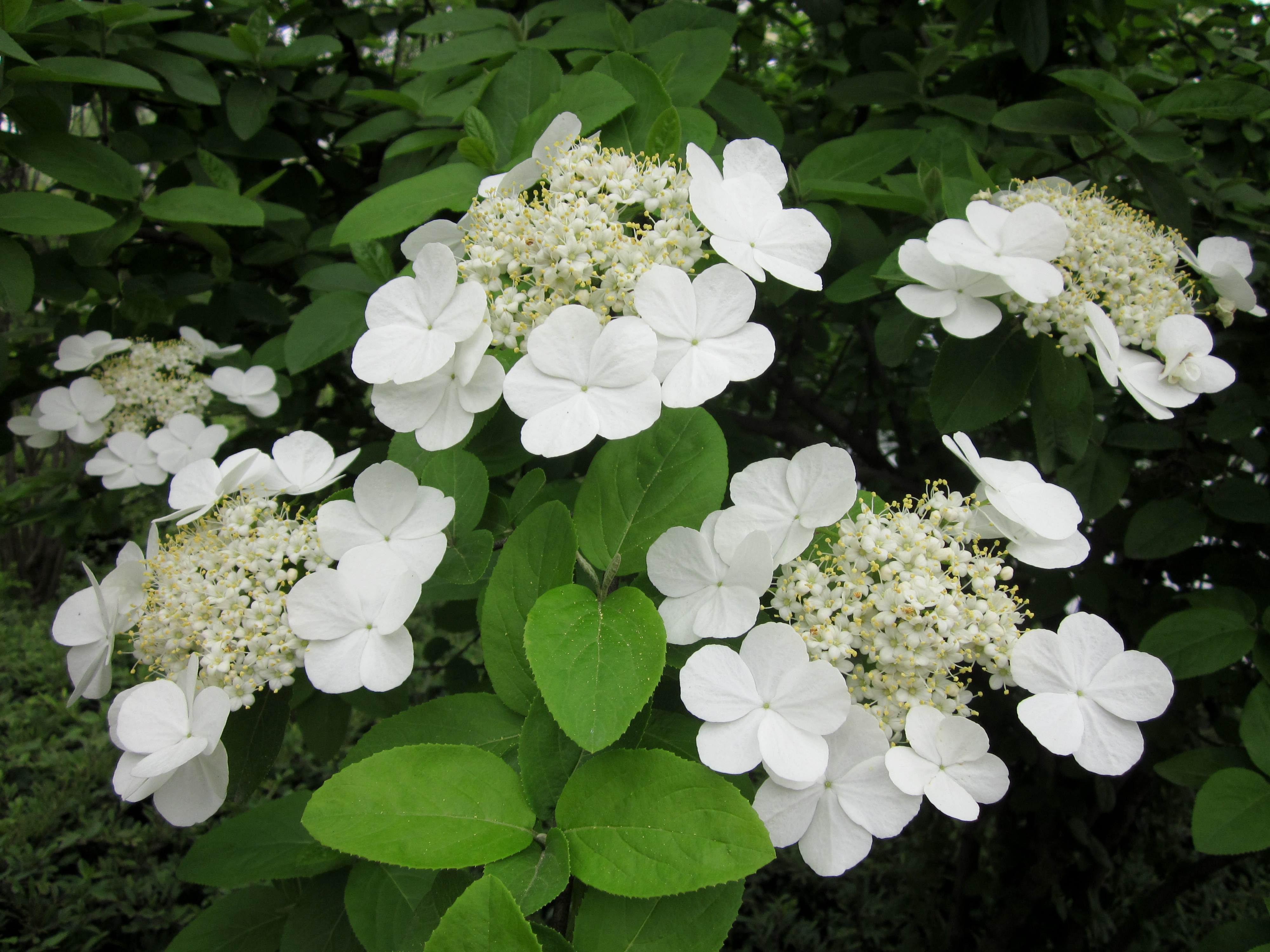